# Филёв, Анатолий Иванович
Анато́лий Ива́нович Филёв (10 октября 1928 — 3 февраля 2013) — советский, российский дипломат. Чрезвычайный и полномочный посол.

## Биография
Окончил Московский институт востоковедения (1952) и Высшую дипломатическую школу МИД СССР (1962). На дипломатической работе с 1952 года.
- В 1952—1956 годах — сотрудник генерального консульства СССР в Даляне (Китай).
- В 1956—1960 годах — сотрудник центрального аппарата МИД СССР.
- В 1960—1962 годах — слушатель ВДШ МИД СССР.
- В 1962—1966 годах — первый секретарь, советник посольства СССР в Сенегале.
- В 1966—1984 годах — сотрудник центрального аппарата МИД СССР; до назначения послом занимал должность заместителя начальника управления Департамента Африки и Ближнего Востока,
- С 3 сентября 1984 по 9 июня 1987 года — чрезвычайный и полномочный посол СССР в Северном Йемене[1].
- С 12 октября 1992 года — посол по особым поручениям МИД России, руководитель российской делегации на переговорах с Узбекистаном[2] — 19 сентября 1997[3].

## Дипломатический ранг
Чрезвычайный и полномочный посол.

## Награды
- Орден «Знак Почёта» (1981).
- Почётная грамота Президиума Верховного Совета РСФСР .

## Семья
Был женат, имел сына.